# Laglaizia kochi
Laglaizia kochi är en tvåvingeart som beskrevs av de Meijere 1908. Laglaizia kochi ingår i släktet Laglaizia och familjen bredmunsflugor. Inga underarter finns listade i Catalogue of Life.